# Ильин, Николай Яковлевич (РККА)
Николай Яковлевич Ильин ( (23) марта 1901, деревня Устино, Калужская губерния — 29 августа 1937, Ленинград) — один из пионеров ракетной техники, начальник Газодинамической лаборатории, интендант 2-го ранга РККА (1936).

## Биография
Николай Яковлевич Ильин окончил Мосальскую школу II-й ступени и добровольно вступил в Красную Армию. Участвовал в гражданской войне на хозяйственных должностях в штабах армий РККА, в комендантском управлении Юго-Западного фронта. После войны совмещал учёбу в Военноӣ электротехнической академии РККА и работу уполномоченным начальника вооружений РККА по Ленинграду и Ленинградской обл. В 1931—1932 гг. по совместительству занимал должность начальника Газодинамической лаборатории. На этой должности өго сменил И. Т. Клеймёнов. В 1933—1937 гг. — был начальником НИИ КБ-2. 9 апреля 1937 года арестован и 29 августа расстрелян. В 1955 г. реабилитирован. Именем Николая Яковлевича Ильина назван кратер на обратной стороне Луны.